# Teodora (nome)
Teodora  è un nome proprio di persona italiano femminile.

## Varianti
- Femminili: Fedora
  - Ipocoristici: Tea, Dora
- Maschile: Teodoro[2][3]

### Varianti in altre lingue
- Bulgaro: Теодора (Teodora)[1], Тодорка (Todorka)[1]
- Francese: Théodora
- Greco antico: Θεοδωρα (Theodora)[1]
- Greco moderno: Θεοδώρα (Theodōra)[1]
- Inglese: Theodora[1]
- Macedone: Теодора (Teodora)[1], Тодорка (Todorka)[1]
- Polacco: Teodora[1]
- Portoghese: Teodora[1]
- Rumeno: Teodora[1]
- Russo: Феодора (Feodora)[1], Федора (Fedora)[1]
- Serbo: Теодора (Teodora)[1]
- Spagnolo: Teodora[1]
- Svedese: Teodora[1]
- Tedesco: Theodora
  - Ipocoristici: Theda[1]
- Ungherese: Teodóra[1]

## Origine e diffusione
Deriva dall'antico nome greco Θεοδωρα (Theodora), femminile di Θεοδωρος (Theodoros); è composto dai termini θεος (theos), "dio" e δωρον (doron), "dono" (gli stessi di Dorotea, ma invertiti), quindi può essere interpretato come "dono di Dio".
Era un nome molto comune nell'Impero Bizantino e venne quindi portato da molte importanti figure storiche, fra le quali spicca Teodora, la moglie di Giustiniano.

## Onomastico
- 2 gennaio, santa Teodora (o Teodota), madre dei santi Cosma e Damiano[5]
- 11 febbraio, santa Teodora Armena, imperatrice, venerata dalla Chiesa ortodossa[5][6]
- 10 marzo, santa Teodora, martire a Corinto con altri compagni sotto Diocleziano[5]
- 13 marzo, santa Teodora, martire a Nicea[5]
- 1º aprile, santa Teodora, sorella di sant'Ermes, martire a Roma[5]
- 2 aprile, santa Teodora (o Teodosia), vergine di Tiro, martire a Cesarea marittima[5][6]
- 23 aprile, santa Teodora, martire in Africa[5]
- 28 aprile, santa Teodora, martire ad Alessandria d'Egitto insieme a san Didimo[5]
- 7 maggio santa Teodora, martire a Terracina[7][8]
- 14 maggio, santa Teodora Guerin, fondatrice delle Suore della Provvidenza di Saint Mary of the Woods[6]
- 11 settembre, santa Teodora di Alessandria, penitente ed eremita in Tebaide[5]
- 17 settembre, santa Teodora, nobildonna romana martire sotto Diocleziano[5]
- 14 novembre, santa Teodora, imperatrice, commemorata dalle Chiese orientali[6]
- 28 novembre, santa Teodora di Rossano, badessa, discepola di san Nilo il Giovane[6]

## Persone

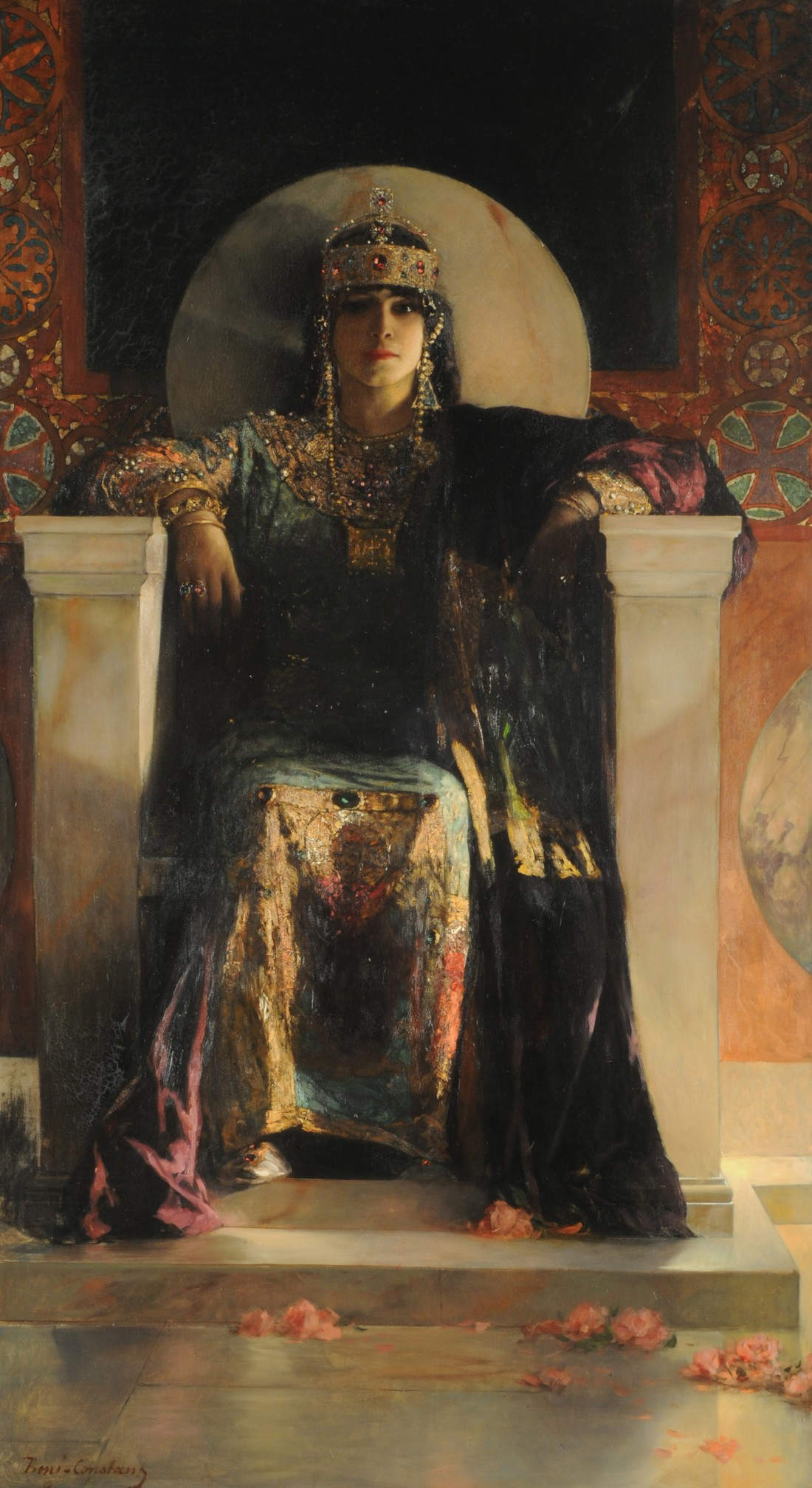
L'imperatrice Teodora

- Teodora, sacerdotessa romana, corrispondente dell'imperatore Giuliano
- Teodora, imperatrice bizantina, moglie di Giustiniano I
- Teodora, imperatrice bizantina, moglie di Giustiniano II
- Teodora, nobildonna romana, madre di Marozia
- Teodora di Arta, despota di Epiro, moglie di Michele II
- Teodora di Grecia, margravia di Baden
- Teodora di Trebisonda, imperatrice di Trebisonda
- Teodora Angelina, nobile bizantina, moglie di Leopoldo VI di Babenberg
- Teodora Armena, imperatrice bizantina
- Teodora Comnena, principessa bizantina, figlia di Andronico Comneno e moglie di Enrico II di Babenberg
- Teodora Tocco, moglie di Costantino XI Paleologo.
- Flavia Massimiana Teodora, figlia di Massimiano e seconda moglie di Costanzo Cloro
- Teodora Porfirogenita, imperatrice bizantina

### Varianti
- Feodora di Danimarca, principessa danese
- Feodora di Hohenlohe-Langenburg, duchessa consorte di Sassonia-Meiningen
- Feodora di Leiningen, principessa di Hohenlohe-Langenburg
- Feodora di Sassonia-Meiningen, granduchessa di Sassonia-Weimar-Eisenach
- Theda Bara, attrice statunitense
- Theda Ukena, contessa della Frisia orientale
- Todorka Jordanova, cestista bulgara
- Theodora Kroeber, scrittrice e antropologa statunitense

## Il nome nelle arti
- Teodora è un personaggio dell'omonimo film del 1922, diretto da Leopoldo Carlucci.